# Divisões administrativas em 1972
Nesta página encontrará referências aos acontecimentos directamente relacionados com a regiões administrativas ocorridos durante o ano de 1972.

## Eventos
- 5 de Fevereiro - Vila Salazar (atual Matola, Moçambique), elevada à categoria de cidade.
- 15 de Maio - Após 27 anos sob administração dos Estados Unidos, Okinawa é devolvido ao Japão.